# C/2011 W3 (Lovejoy)
Sao chổi Lovejoy, mã chính thức C/2011 W3 (Lovejoy),  là một sao chổi có chu kỳ dài và ở dạng Kreutz Sungraze. Sao chổi này được nhà thiên văn học nghiệp dư Terry Lovejoy phát hiện lần đầu tiên vào tháng 11 năm 2011. Sự biến mất của sao chổi đã đưa nó qua nhật hoa của Mặt trời vào ngày 16 tháng 12 năm 2011, sau đó nó vẫn còn nguyên vẹn, mặc dù bị ảnh hưởng rất nhiều.
Vì Comet Lovejoy đã được công bố vào ngày kỷ niệm 16 năm ra mắt của vệ tinh SOHO, nó được gọi là "Sao chổi sinh nhật năm 2011", và bởi vì nó được nhìn thấy từ Trái Đất trong kỳ nghỉ Giáng sinh, nó cũng được đặt tên là "Sao chổi Giáng sinh năm 2011".

## Phát hiện
Sao chổi Lovejoy được phát hiện vào ngày 27 tháng 11 năm 2011 bởi Terry Lovejoy ở Thornlands, Queensland, trong một cuộc khảo sát sao chổi sử dụng kính viễn vọng Schmidt-Cassegrain 20 cm (7,9 inch) và camera QHY9 CCD. Đây là sao chổi thứ ba được phát hiện bởi Terry Lovejoy. Ông đã báo cáo rằng đó là "một đối tượng mờ chuyển động nhanh" với cường độ sáng 13, và các quan sát bổ sung đã được ông thực hiện trong vài đêm sau đó.
Sự xác nhận độc lập của sao chổi này không xảy ra cho đến ngày 1 tháng 12, khi nó được Alan Gilmore và Pamela Kilmartin phát hiện tại Đài quan sát Đại học Mount John ở New Zealand, sử dụng Kính viễn vọng McLellan 100 cm (39 inch). Sau khi xác nhận, một báo cáo chính thức đã được gửi tới Văn phòng Trung ương về thiên văn, và sự tồn tại của sao chổi được công bố bởi Trung tâm hành tinh nhỏ vào ngày 2 tháng 12. Đây là sao chổi nhóm Kreutz đầu tiên được phát hiện bởi quan sát trên mặt đất trong 40 năm.